# Батирша-Кубово
Батирша́-Кубо́во (рос. Батырша-Кубово, башк. Батырша-Ҡобау) — село у складі Буздяцького району Башкортостану, Росія. Входить до складу Копей-Кубовської сільської ради.
Населення — 330 осіб (2010; 334 у 2002).
Національний склад:
- башкири — 50 %
- татари — 49 %